# Sergio Ripoll López
Sergio Ripoll López (Madrid, 15 de juliol de 1957) és un prehistoriador espanyol. És doctor en Prehistòria per la UNED des de 1988, així com professor titular d'aquesta branca de la ciència des de l'any 1989, sobre la qual ha realitzat importants treballs de camp i publicacions sobre el Paleolític Superior, com ara els relatius a la cova d'Ambrosio (Almeria), pintures rupestres de Domingo García (Segòvia), la Penya de Estebanvela (Segòvia), Cueva del Moro (Cadis), la cova Fuente del Trucho (Osca), i el Tossal de la Roca, (Alacant).
Ha dirigit diverses tesis doctorals, ha estat en tribunals d'oposició i és docent a la Universitat Nacional d'Educació a Distància (UNED) en l'assignatura de Prehistòria.
És fill del prehistoriador Eduard Ripoll i Perelló.